# NGC 2942
NGC 2942 (другие обозначения — UGC 5140, MCG 6-21-65, ZWG 181.76, KUG 0936+342, IRAS09361+3413, PGC 27527) — спиральная галактика (Sc) в созвездии Малого Льва. Открыта Джоном Гершелем в 1828 году.
Излом профиля поверхностной яркости в галактике выражен не слишком явно. В частности, спиральные рукава видны и за пределами радиуса излома. Также за его пределами наблюдается излучение в линии H-бета и идущее звездообразование.
Относится к так называемым «галактикам с вереницами» (длинными прямыми изолированными отрезками спиральных рукавов), которые выделил Борис Воронцов-Вельяминов. «Вереницы» в NGC 2942 выглядят находящимися в стадии разрушения, наиболее длинная из них имеет диффузную структуру и низкую яркость.
Входит в группу галактик LDC 665 совместно с NGC 2926 и MCG+06-21-064.
Этот объект входит в число перечисленных в оригинальной редакции «Нового общего каталога».

## Объект любительских наблюдений
При наблюдении в 10-дюймовый любительский телескоп галактика визуально выглядит как чрезвычайно тусклый диффузный довольно маленький объект. На её фоне звёзды поля не видны, однако недалеко на западе есть очень тусклая звезда. Галактика составляет тупоугольный треугольник с двумя умеренной яркости звёздами к юго-востоку; к запад-северо-западу расположена ещё одна звезда умеренной яркости.